# Privilegio di Koszyce

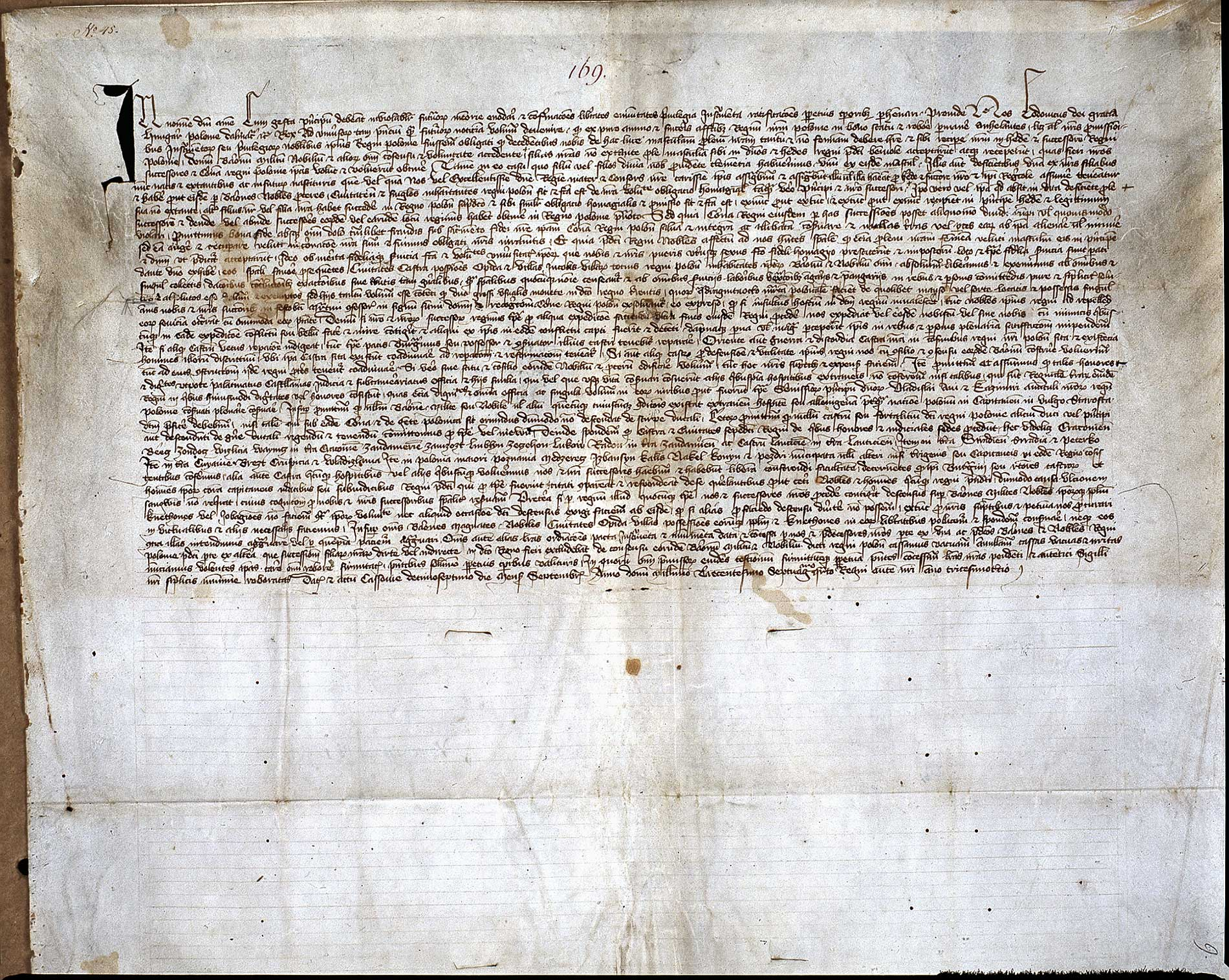

Il Privilegio di Koszyce consistette in una serie di concessioni da parte di Luigi I d'Ungheria alla szlachta (nobiltà) polacca nel 1374. I privilegi furono concessi nella città di Košice. In cambio dei favori, una delle figlie di Luigi sarebbe dovuta ascendere al trono di Polonia dopo la sua morte.